# Fokker C.XI
Il Fokker C.XI-W era un idrovolante monomotore biplano multiruolo sviluppato dall'azienda aeronautica olandese Fokker verso la metà degli anni trenta del XX secolo.

## Storia del progetto
Nel corso del 1934 il servizio aereo della marina reale olandese emise il requisito per la realizzazione di un idrovolante da ricognizione biposto capace di operare sia da basi terrestri che imbarcato sulle unità maggiori della flotta. La progettazione del nuovo velivolo, designato C.XI-W, fu assegnata all'ingegnere F. Henttsena e il primo prototipo (matricola PH-ALC) volò per la prima volta il 20 luglio 1935.

## Tecnica
Il Fokker C.XI era un idrovolante con galleggianti a scarponi biplano, di costruzione mista in legno e metallo. La configurazione alare era biplana, con le ali dritte di uguale apertura, dotate di due longheroni in legno, con costole di compensato rivestite in tela. Le due ali erano collegate tra loro con quattro coppie di montanti, rinforzati da cavi d'acciaio, la superiore montata alta a parasole e l'inferiore bassa sulla fusoliera. Gli alettoni erano installati solo sull'ala superiore. La fusoliera, posizionata a livello dell'ala inferiore, era costruita in tubi d'acciaio saldato e rivestita in tessuto. L'impennaggio di coda era del tipo classico monoderiva, dotato di piani orizzontali controventati. I galleggianti erano realizzati in duralluminio e Alclad.
L'aereo era biposto dotato di una cabina di pilotaggio ad abitacoli aperti, posti in tandem, e destinati al pilota e all'osservatore/mitragliere. Gli abitacoli erano parzialmente ricoperti da un tettuccio a scorrimento, e quello anteriore era fornito di parabrezza.
La propulsione era affidata ad un motore Wright SR-1820-F-52 Cyclone, a 9 cilindri radiali raffreddati ad aria, erogante la potenza di 775 hp azionante un'elica a passo fisso bipala lignea. In alternativa poteva essere installato un motore Bristol Pegasus II erogante la potenza di 765 CV. Il propulsore era completamente rivestito da una cappottatura NACA. L'armamento difensivo si basava su due mitragliatrici FN-Browning calibro 7,9 mm di cui una fissa anteriore, sparante attraverso il disco dell'elica e dotata di sistema di sincronizzazione, e una brandeggiabile posteriormente dall'osservatore.

## Impiego operativo
Dopo aver effettuato il primo volo il prototipo fu trasferito a Bremerhaven per le prove di lancio da catapulta. In seguito a ulteriori sperimentazioni furono adottate alcune modifiche, tra cui la parziale riprogettazione dei galleggianti, l'adozione di un parziale tettuccio a scorrimento per proteggere il pilota e l'osservatore mitragliere, e rinforzi migliorare la resistenza della fusoliera, il velivolo fu accettato in servizio (matricola W-1) dalla MLD, e furono ordinati ulteriori tredici esemplari. I primi aerei entrarono in servizio nel 1938 e la maggior parte fu inviata nelle Indie orientali; l'ultimo velivolo di produzione (W-14) si trovava ancora nei Paesi Bassi quando la Germania lanciò l'attacco il 10 maggio 1940. L'idrovolante fu evacuato in Gran Bretagna il 22 maggio, e successivamente trasferito nelle Indie orientali.

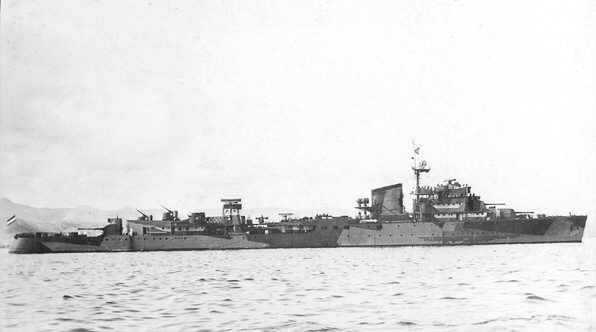
L'incrociatore leggero Tromp.

Il modello C.XI-W andò ad equipaggiare i Groepvliegtuing (GTV) 13 e 14 di stanza sulla base navale di Morokrembangan, nei pressi di Surabaya, venendo imbarcati sulle principali unità della flotta delle Indie Orientali, gli incrociatori leggeri De Ruyter, Java e Tromp. All'atto della dichiarazione di guerra del governo olandese all'Impero giapponese otto esemplari risultavano operativi. Gli aerei vennero ampiamente utilizzati per missioni di ricognizione, andando tutti perduti nel corso delle operazioni belliche relative all'invasione di Giava da parte giapponese. Gli ultimi due aerei furono distrutti dal personale della MLD il 2 marzo 1942 sul lago Lengkong, al fine di prevenirne la cattura da parte delle truppe dell'esercito imperiale.

## Utilizzatori
Paesi Bassi
- Marine Luchtvaartdienst

### Annotazioni
1. ↑  All'epoca solo l'incrociatore leggero De Ruyter era dotato di catapulta di lancio.
2. ↑  Si trattava degli esemplari W-2/W-15.

### Fonti
1. 1 2 3 4  Womack 2015, p. 67.
2. 1 2 3 4  Уголок неба.
3. 1 2  Green 1962, p. 143.
4. 1 2 3  Womack 2015, p. 68.